# Schloss Rosenhof
Schloss Rosenhof är ett slott i Österrike.   Det ligger i distriktet Freistadt och förbundslandet Oberösterreich, i den nordöstra delen av landet, 130 km väster om huvudstaden Wien. Schloss Rosenhof ligger 964 meter över havet. Det ligger vid sjön Unter-Rosenhofer Teich.
Terrängen runt Schloss Rosenhof är kuperad västerut, men österut är den platt. Schloss Rosenhof ligger uppe på en höjd. Runt Schloss Rosenhof är det ganska tätbefolkat, med 56 invånare per kvadratkilometer.. Närmaste större samhälle är Freistadt, 14,5 km väster om Schloss Rosenhof. 
I omgivningarna runt Schloss Rosenhof växer i huvudsak barrskog.